# Weene
Weene is een dorp in de Duitse deelstaat Nedersaksen. Bestuurlijk maakt het deel uit van het ortsteil Ostersander in de gemeente Ihlow, gelegen in de Landkreis Aurich in Oost-Friesland.
Weene ligt rond een warft waarop de Nicolaaskerk uit de dertiende eeuw staat. De kerk stond in zijn beginjaren in een open vlakte en diende als bedehuis voor de omliggende dorpen Ostersander en Schirum. Later ontstond er ook bij de kerk een kleine kern. Tegenwoordig is Weene vrijwel aan het iets zuidelijker gelegen Ostersander vastgegroeid. Dit tweelingdorp leeft overwegend van de landbouw.